# 中部アフリカサッカー連盟連合

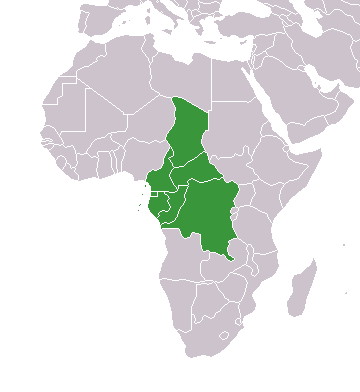
UNIFFAC加盟国

中部アフリカサッカー連盟連合（ちゅうぶアフリカサッカーれんめいれんごう、仏: L'Union des Fédérations de Football d'Afrique Centrale）は、主に中部アフリカ諸国経済共同体に加盟している国によって構成される、アフリカ中部のサッカーを管轄する団体である。略称はUNIFFAC。
カメルーンサッカー連盟の会長であるイヤ・モハメドが2008年に再任されUNIFFACの会長を務めている。

## 管轄大会
現存
- CEMACカップ（英語版）

廃止
- UDEACカップ（英語版）
- UNIFFACカップ（英語版）

2011年1月に、大会の女子部門とクラブの大会を創設する予定であると発表した。

## 加盟国
| 国                   | 連盟                             |
| -------------------- | -------------------------------- |
| カメルーン           | カメルーンサッカー連盟           |
| 中央アフリカ共和国   | 中央アフリカサッカー連盟         |
| チャド               | チャドサッカー連盟               |
| コンゴ共和国         | コンゴサッカー連盟               |
| コンゴ民主共和国     | コンゴサッカー協会連盟           |
| 赤道ギニア           | 赤道ギニアサッカー連盟           |
| ガボン               | ガボンサッカー連盟               |
| サントメ・プリンシペ | サントメ・プリンシペサッカー連盟 |